# Molophilus flavidellus
Molophilus flavidellus är en tvåvingeart som beskrevs av Alexander 1930. Molophilus flavidellus ingår i släktet Molophilus och familjen småharkrankar. Inga underarter finns listade i Catalogue of Life.